# Eduardo González Toledo
Eduardo González Toledo (Buenos Aires, 15 de julio de 1940) es un médico neurorradiólogo argentino pionero en el uso de la medicina nuclear. Fue el primero en su país en utilizar radiosótopos de vida media corta, la tomografía computada y la resonancia magnética como formas de diagnóstico en el cerebro. También fue pionero en la telemedicina para poder acercar estudios a médicos que pudieran informar y compartir información desde lugares lejanos, tanto de forma nacional como internacional.

## Biografía
Su educación primaria transcurrió en el Colegio San Francisco de Sales. Su educación secundaria, en el Colegio Nacional Buenos Aires. En 1964, obtuvo el grado de médico en la Universidad de Buenos Aires. Hizo su Residencia en Neurocirugía con el Dr. Juan Carlos Christensen y en Neurorradiología con el Dr. David A. Parvis, en el Hospital General de Agudos Dr. Guillermo Rawson. Allí fue residente, neurocirujano de guardia y Jefe de residentes en neurocirugia en el transcurso de diez años. Durante su Residencia, a pedido del Dr. Roberto Soto, Jefe de Endocrinología y Medicina Nuclear en el Instituto Modelo de Clínica Médica, estudió Medicina Nuclear en la Comisión Nacional de Energía Atómica de Buenos Aires. El Dr. Soto estaba formando un grupo de médicos de distintas especialidades como endocrinología, hematología, gastroenterología, para investigación y diagnóstico en su centro y, necesitaba un médico especialista en neurorradiología, porque tenía el generador del radiosótopo más avanzado de esa época, que era el llamado "Indio 113" y, quería que fuera usado para hacer estudios en el cerebro. Así fue que el Dr. González Toledo entró definitivamente al mundo de la radiología y se especializó en esta rama a lo largo de toda su vida. En el año 1998, obtuvo su doctorado (PhD) en Salud Mental, en la Escuela de Medicina, en la Universidad de Buenos Aires, con la mención honorífica de Magna Cum Laude.

## Carrera profesional y aportes a la Medicina Nuclear
En 1971, el Dr. González Toledo comenzó a trabajar en el Centro Neurológico del Hospital Francés, en donde fundó el Centro de Medicina Nuclear, apoyado por el Jefe del servicio, el Dr. Alfredo Thomson y, avalado por la Comisión de Energía Atómica. Es allí donde empezó a usar los radiosótopos como forma de diagnóstico. Con estas sustancias radioactivas, que se inyectaban en la venas y viajaban al cerebro, se podían detectar las áreas patológicas, que pudieran encontrarse en el cerebro. Los estudios que existían hasta esa época solo podían inferir anomalías en las zonas estudiadas por signos indirectos. O sea , no detectaban la lesión misma sino alteraciones en los alrededores de la lesión en los vasos y cavidades del cerebro. Años más tarde, en 1977, llevó al mismo hospital, el primer Tomógrafo de cuerpo entero, lo que cambiaría para siempre la forma de diagnosticar con precisión, por ejemplo, el tamaño y forma de los tumores, al poder ver en vivo, fotos de planos sagitales, transversales y frontales de cualquier parte del cuerpo. 
Hacia 1986, con la Intervención del Dr. Alberto Eurnekian, el Dr. González Toledo trajo el primer Resonador a Buenos Aires, en el Centro de Resonancia Magnética San Martín de Tours, en el que el Dr. Eurnekian era director y dueño. La Resonancia Magnética resultaba menos invasiva, al no tener radiación ionizante como sí la tenía la Tomografía, que alteraba la información genética. La Resonancia Magnética estaba especialmente indicada en lesiones de la columna vertebral, tronco encefálico, enfermedades desmienilizantes, en cerebro con cefaleas y convulsiones y, en la pelvis. Al poco tiempo,  llevó otro Resonador a Concordia, Entre Ríos, al Centro Neurológico de Concordia, a cargo del Director Dr. Arnoldo Sejenovich. Los estudios hechos en ese centro, con ese resonador, fueron interpretados por el Dr. González Toledo desde Buenos Aires. Con esto iniciarían el uso de la Telemedicina en el año 1992.
La telemedicina surgió por la necesidad de tener radiólogos especialistas que informaran los estudios hechos en lugares alejados, que no tenían radiólogos de todas las especialidades, para interpretar las imágenes generadas por los equipos. Como se señaló anteriormente, el Dr. González Toledo empezó a informar estudios en la Ciudad de Buenos Aires, que se hacían en la provincia de Entre Ríos. Estos estudios eran transmitidos por un sistema de telecomunicaciones, que mandaban las imágenes desde la computadora de una ciudad a otra. Incluso se podía compartir nueva bibliografía, obtener otras opiniones y hacer interconsultas con especialistas fuera del país. Esto se instaló, ya de forma rutinaria, con la aparición de Internet.
El Dr. González Toledo fundó la Residencia de Diagnóstico por Imágenes en el Hospital Francés. Dirigió la Residencia en Radiología en la Escuela de Medicina de la Universidad de Buenos Aires. Fue Encargado ad honorem del Departamento de Neuroanatomía de la Facultad de Ciencias Médicas, en la Cátedra del Dr. Guillermo Belleville, Profesor de Neuroimágenes en el Posgrado de la carrera de Médicos Especialistas en Psiquiatría por convenio entre la Universidad de Buenos Aires y la Asociación Argentina de Psiquiatras, Profesor de Imágenes en Neuropsiquiatría, en la Maestría en Psicoinmunología, en el Instituto Universitario de Ciencias Médicas, Fundación Favaloro. Fue Miembro Titular de la Asociación Argentina de Biología y Medicina Nuclear, Consejero Académico en el Colegio de Neuropsicofarmacología de La Ciudad Autónoma de Buenos Aires. Fue nombrado Miembro del Comité de Docencia e Investigación en el Hospital Rawson.
En el año 2002, emigró a los Estados Unidos contratado por la Universidad del Estado de Luisiana, en la Escuela de Medicina como Profesor de Radiología y, posteriormente, como Profesor no solo de Radiología sino también de Neurología y Anestesiología. Al mismo tiempo, se desempeñó como Director de Neurorradiología y de Investigación en el Departamento de Radiología en el Hospital Universitario del mismo estado. En el año 2019, fue designado Director de Radiología Forense.
Desde octubre de 2014, el Dr.González Toledo fue aceptado como perito forense en neurorradiología, en la Corte del Estado de Luisiana y, en esa misma corte, logró que se aceptara el uso de los tensores de difusión, obtenidos por medio de resonancia magnética, como prueba de lesión en los traumatismos de cráneo.
En julio de 2021 volvió definitivamente a la Argentina pero sigue trabajando como perito de parte para múltiples abogados del Estado de Luisiana. 

## Publicaciones, conferencias y sociedades médicas
El Dr. González Toledo es Miembro Correspondiente de la Academia Nacional de Ciencias de Buenos Aires. Fue co-editor en jefe del The Neuroradiology Journal. Pertenece a la junta editorial de la revista Neurological Research, de la revista de la Asociación Argentina de Biología y Medicina Nuclear, de la Revista de la Sociedad Argentina de Radiología, de la Revista Uruguaya de Medicina, de la Journal of Alzheimer Disease.. Fue presidente de la Asociación Argentina de Neurorradiología y de la Sociedad Iberoamericana de Neurorradiología. Fue secretario de la Sociedad Argentina de Radiología. Es miembro de la Radiological Society of North America, de la American Society of Neuroimaging, de la International Society of Forensic Radiologý and Imaging, de la European Society of Radiology y de la Society of Neuroscience. Es miembro honorario de la Neurosurgical Society of Saint Petesburg y fue secretario de la Sociedad Argentina de Radiología. Fue nombrado socio en neurocirugía por el Internacional College of Surgeons, fundado en Ginebra en 1935 y trasladado a Whashington, DC en 1940.
Tiene escritos 36 artículos científicos en libros y 175 en revistas científicas, junto a otros médicos. Dio alrededor de 300 conferencias, y más de 200 cursos especializados en Diagnóstico por imágenes, en 365 instituciones y congresos de todo el mundo.

## Artículos científicos escritos con pares existentes en wikidata
- Pinkston, J.B., Alekseeva, N. & González Toledo, E. (octubre de 2009) Stroke and dementia. Neurological Research, (3), 824 - 83. DOI:10.1179/016164109X12445505689643.Q37590452
- Palacios, E,, Rojas, R., Rodulfa, J. & González Toledo, E (junio de 2014) Magnetic resonance imaging in fungal infections of the brain. Topics in magnetic resonance imaging: TMRI, (23), 199 - 212. DOI:10.1097/RMR.0000000000000025. Wikidata: Q30828321
- Nourbakhsh, A., Vannem, P., Minagur, A., González Toledo, E.  & Palacios, E (April 2010). Hydatid disease of the central nervous system: a review of literature with an emphasis on Latin American countries. Neurological Research, (32), 245 - 251. DOI:10.1179/016164110X12644252260673. Wikidata: Q37734619
- Skweres, J., Zhiyun, Y., & González Toledo, E. (December 2014) Understanding the cause of an unreadable nuclear medicine image: a case of unexpected results with 123I whole-body scintigraphy. Journal of Nuclear Medicine Technology (42) 302 - 3. DOI:10.2967/JNMT.113.136523. Wikidata: Q57642353
- Sawalha, K., González Toledo, E. & Hussein, O (January 2019). Role of Magnetic Resonance Imaging in Diagnosis of Motor Neuron Disease: Literature Review and Two Case Illustrations. The Permanente Journal, (23). DOI:10.7812/TPP/18.131. Wikidata: Q64255903
- Riel Romero, R.M.S., Kaira, A.A.  & González Toledo, E. (October 2009) Childhood and teenage stroke. Neurological Research, (31), 775 - 784. Wikidata: Q37590444
- Elazab, N.E., Riel Romero, R.M.S. & González Toledo, E. (June 2010 ) Internal carotid artery agenesis and basilar artery aneurysm with third nerve palsy. Pediatric Neurology (42), 451 - 454. DOI:10.1016/J.PEDIATRNEUROL.2010.02.002. Wikidata: 37753363
- Levine, S.N., Ishaq, S., Nanda, A., Wilson, J.D.,  & González Toledo, E. (April 2013) Occurrence of extensive spherical amyloid deposits in a prolactin-secreting pituitary macroadenoma: a radiologic-pathologic correlation. Diagnostic Pathology (17) 361 - 366. DOI:10.1016/J.ANNDIAGPATH:2013.03.001. Wikidata: Q86626531
- Del Rosso, L.M., Hoque, R. and González Toledo, E. (January 2014) Two-year-old with post-surgical hypoglossal nerve injury and obstructive sleep apnea. The Journal of Clinical Sleep medicine (10) 97 - 98. DOI:10.5664/JCSM.3372. Wikidata: Q37405866
- Harris, M.K., Maghzi, A.H., Etemadefar, M., Kelley, R.E., González Toledo, E.  &  Minagar, A. (January 2009),Acute demyelinating disorders of the central nervous system. Current treatment options in neurology (11) 55 - 63. DOI:10.1007/S11940-009-0008-6. Wikidata: Q83025458
- Del Rosso, L.M. , Hoque, R., James, S., González Toledo, E.  & Chesson, A.L. (April 2014) Sleep-wake pattern following gunshot suprachiasmatic damage. The Journal of Clinical Sleep Medicine (10) 443 - 445. DOI:10.56664/JCSM.3628. Wikidata: Q37649929
- Holly, K.S., Fitz Gerald, J.S., Baker, B.J., Murcia, D., Daggett, R., Ledbetter, C., González Toledo, E.  &  Sun, H (August 2018) Differentiation of High-Grade Glioma and Intracranial Metastasis Using Volumetric Diffusion Tensor Imaging Tractography. World Neurosurgery (120) 131 - 145. DOI: 10.1016/J:WNEU.2018.07.230. Wikidata: Q91232778
- Kumar, S., Fowler, M., González Toledo, E.  & Jaffe, S.L.  (April 2006) Central pontine myelinolysis, an update. Neurological Research (28) 360 - 366. DOI: 10.1179/016164106X110346. Wikidata: Q31039962
- D¨Cruz, J., Hefner, M., Ledbetter, C., Frilot, C., Brady, H., Zhu, P.,...., A, Sun, H (November 2019 ) Focal epilepsy caused by single cerebral cavernous malformation (CCM) is associated with regional and global resting state functional connectivity (FC) disruption. NeuroImage Clinical (14) 102072. DOI: 10.1016/J.NICL.2019.102072. Wikidata: Q91308306
- Docampo, J., Gonzalez, N., Vazquez, C., Morales, C.  &  González Toledo, E. (June 2014) Cystic meningioma simulating arachnoid cyst: report of an unusual case. Case reports in radiology. (2014) 371969. DOI: 10.1155/2014/371969. Wikidata: Q33903046
- Kelly, R.E.  & González Toledo, E. (January 2005) Stroke. International Review of Neurobiology (67) 203 - 238. DOI: 10.1016/S0074-7742(05)67007-9. Wikidata: Q81486805
- Hoque, R., González Toledo, E. & Jaffe, S.L. (December 2008) Cryptococcal meningitis presenting as pseudosubarachnoid hemorrhage. Southern medical Journal. (101) 1255 - 1257. DOI: 10.1097/SMJ.0B013E3183468A. Wikidata: Q46250028
- Docampo, J., Gonzalez, N., Vazquez, C., Morales, C.  &  González Toledo, E. (September 2014) Erratum to Cystic Meningioma Simulating Arachnoid Cyst: Report of an Unusual Case. Case reports in radiology (2014). DOI: 10.1155/2014/293805. Wikidata: Q46360033
- Minagar, A., Alexander, J., S., Schwendimann, R.S., Kelley, R.E., González Toledo, E., Jiménez, J.J.,...Smith, S.J. (December 2007) Combination therapy with interferon beta-1a and doxycycline in multiple sclerosis: an open-label trial. JAMA Neurology (65) 199 - 204.  DOI:10.1001/ARCHNEUROL.2007.4. Wikidata: Q38393346
- Fadil, H., González Toledo, E., Kelley, B.J. & kelley, R.E. (July 2006) Neuroimaging findings in neurosyphilis. Journal of Neuroimaging. (16) 286 - 289. DOI: 10.1111/J.1552 - 6569.2006.00050,X. Wikidata: Q48483424
- Kaira, A.A., Riel Romero, R. M. & González Toledo, E. (January 2011) Lymphocytic hypophysitis in children: a novel presentation and literature review. Journal of Child Neurology (26) 87 - 94. DOI: 10. 1177/08830738103732778. Wikidata: 33787856